# Hinrich Rahmann

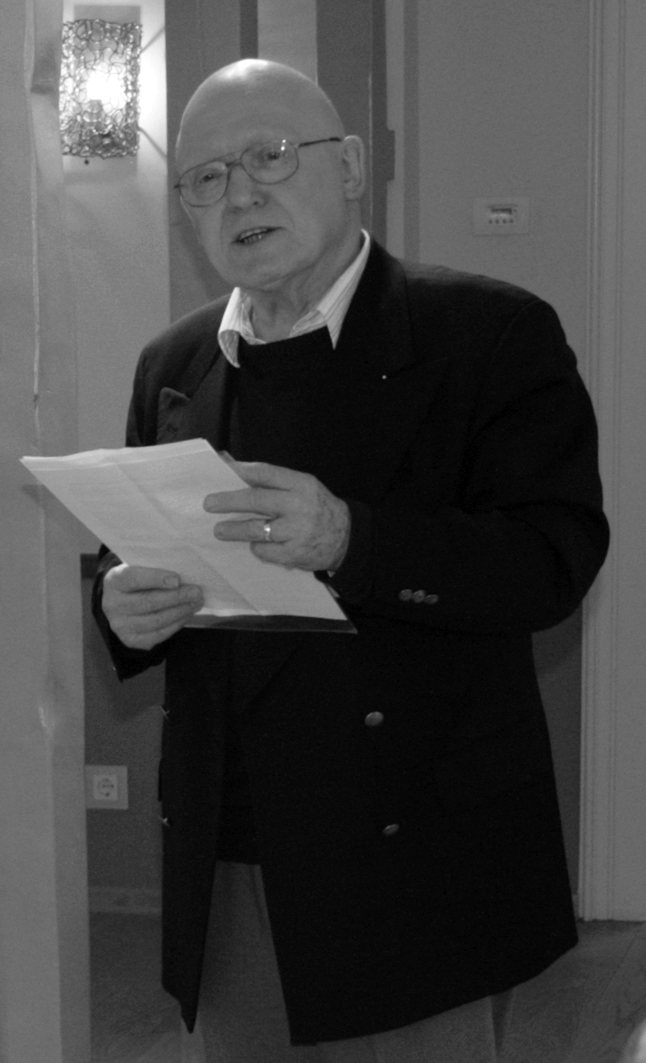
Hinrich Rahmann (2010)

Hinrich Rahmann (* 28. November 1935 in Bentheim) ist ein deutscher Zoologe und Neurobiologe.

## Leben
Hinrich Rahmann studierte ab 1956 an der Westfälischen Wilhelms-Universität in Münster Naturwissenschaften, wo er 1960 sein Studium mit der Dissertation abschloss. Nach einem Aufenthalt 1966 als Associate Professor in den USA erfolgte in Münster die Habilitation im Fach Zoologie. Dort wurde er 1969 Dozent und 1973 H3-Professor und Leiter der Abteilung für Neurobiologie am Zoologischen Institut. Noch im gleichen Jahr erfolgte die Berufung auf den Lehrstuhl für Zoologie an der Universität Hohenheim in Stuttgart. 1980 lehnte er einen Ruf auf den Lehrstuhl für Zoophysiologie in Hamburg ab. Von 1975 bis zu seiner Emeritierung im Jahre 2001 war er Geschäftsführender Direktor des Zoologischen Instituts in Hohenheim. 1977 und 1992 führte er Forschungsprofessuren in Japan durch.

## Leistungen
Die Forschungsleistungen Rahmanns liegen auf den Gebieten der Neurobiologie, speziell Neurochemie, der experimentellen Verhaltens- und Gedächtnisforschung, der Limnologie (Ökologie der Oberflächengewässer) sowie des Natur-, Tier- und Artenschutzes. Neben seinen Werken in Buchform schrieb er über 300 Fachbeiträge in wissenschaftlichen Zeitschriften. Besonders untersuchte er die Bedeutung von Gangliosiden (Glykolipiden) bei der Erregungsübertragung im Nervensystem sowie die der Schwerkraft für die Entwicklung und Orientierung der Tiere im Weltraum.

## Gemeinsames Forschen mit seiner Frau Mathilde

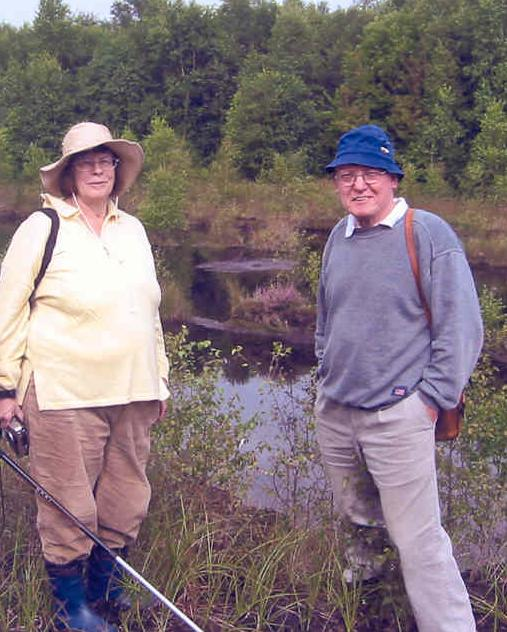
Hinrich und Mathilde Rahmann (2006)

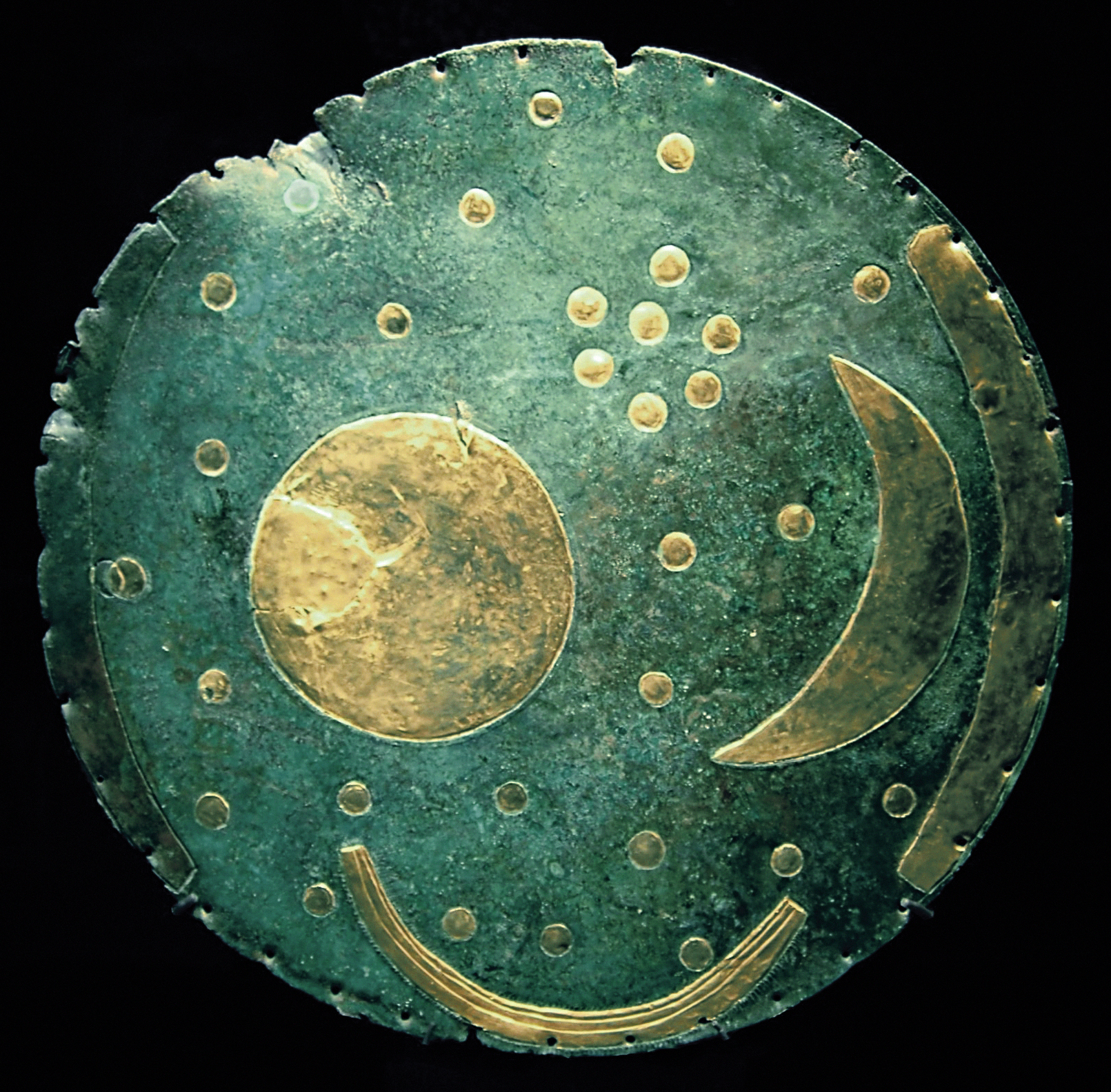
Die Himmelsscheibe von Nebra

Bei vielen Anlässen, beispielsweise bei der Einrichtung und dem Betrieb einer Meeresbiologischen Lehr- und Forschungsstation der Universität Münster bei Carolinensiel in Ostfriesland, arbeitete Rahmann mit seiner Ehefrau Mathilde Rahmann (* 27. März 1939 in Hohenlimburg), einer promovierten Zoologin, zusammen. Im September 1982 erstellten sie ein Gutachten zur Bewertung der Auswirkungen geplanter Deichbaumaßnahmen auf Fauna und Flora im Iheringsgroden zwischen Neuharlingersiel und Harlesiel für die Deichacht Esens-Harlingerland, dessen Empfehlungen von den Entscheidungsträgern beim Bau eines neuen Abschlussdeiches weitgehend entsprochen wurde.
Auch auf anderen Forschungsgebieten fand eine intensive Zusammenarbeit der beiden Forscher statt, wovon gemeinsame Publikationen zeugen.
Nach der Emeritierung Rahmanns erfolgten weitere gemeinsame Forschungsaktivitäten sowohl auf natur- als auch geisteswissenschaftlichen Gebieten, so beispielsweise im Jahre 2005 ein Vorschlag zur Dechiffrierung der sogenannten Himmelsscheibe von Nebra oder zur Deutung von prähistorischen Wegenetzen.

## Interdisziplinarität
Nicht nur bei seiner Forschung, sondern auch in seinem acht Jahre nach seiner Emeritierung veröffentlichten erkenntnistheoretischen Werk „Ich werde gelebt! – Von der Determiniertheit allen Seins“, verarbeitet Hinrich Rahmann Forschungsergebnisse aus verschiedenen Geistes- und Naturwissenschaften wie u. a. Philosophie, Religionsphilosophie, Kosmologie, besonders aus der Evolutions- und Neurobiologie, um seine Aussagen zur Determiniertheit des Menschen bei Verneinung von Willensfreiheit, jedoch gleichzeitiger  Verpflichtung zur Verantwortung (auf Grund von Prägung und Lernen) zu begründen. Hierbei stellt er vier verschiedene Wegmöglichkeiten für die künftige sozio-kulturelle Evolution der Menschheit zur Diskussion.

## Weitere Werke (Auswahl)
- Hinrich Rahmann unter Mitwirkung von Mathilde Rahmann: Die Entstehung des Lebendigen. Vom Atomgas zur Zelle. Gustav Fischer Verlag, Stuttgart 1972, ISBN 3-437-20100-X.
- Hinrich Rahmann unter Mitarbeit von Mathilde Rahmann: Neurobiologie. (= Uni-Taschenbücher. 557). Verlag Eugen Ulmer, Stuttgart 1976, ISBN 3-8001-2441-6.
- Hinrich Rahmann, Mathilde Rahmann: Das Gedächtnis. Neurobiologische Grundlagen. Bergmann Verlag u. a., München 1988, ISBN 3-8070-0368-1.
- H. Rahmann, M. Rahmann, J. Hildebrand, J. Storm: Rabenvögel. Ökologie und Schadwirkung von Eichelhäher, Elster und Rabenkrähe. Josef Margraf Verlag, Weikersheim 1988.
- Jürgen Böhmer, Hinrich Rahmann: Bioindikationsverfahren zur Gewässerversauerung. (= Veröffentlichungen Projekt „Angewandte Ökologie“. Band 3). Hrsg. Landesanstalt für Umweltschutz Baden-Württemberg, Karlsruhe 1992.
- Jürgen Böhmer, Hinrich Rahmann: Faunistische Aspekte der Sukzession, der Rekultivierung und des Naturschutzes in Steinbrüchen Südwestdeutschlands. In: P. Poschlod, U. Tränkle, J. Böhmer, H. Rahmann: Steinbrüche und Naturschutz – Sukzession und Renaturierung. Ecomed-Verlag, Landsberg 1997.
- Hinrich Rahmann: Die Evolution des Lebendigen: Vom Einzeller zum denkenden Wesen. In: P. R. Sahm, H.-J. Blome, H; Rahmann, G. Thiele (Hrsg.): Homo spaciens – Der Mensch im Kosmos IV. Discorsi-Verlag, Hamburg 2005.

| Personendaten    | Personendaten                      |
| ---------------- | ---------------------------------- |
| NAME             | Rahmann, Hinrich                   |
| KURZBESCHREIBUNG | deutscher Zoologe und Neurobiologe |
| GEBURTSDATUM     | 28. November 1935                  |
| GEBURTSORT       | Bad Bentheim                       |